# USS Nautilus (SS-168)
USS Nautilus (SS-168) – zwodowany 15 marca 1930 roku amerykański okręt podwodny typu Narwhal o wyporności 3 960 ton w zanurzeniu. Do służby w marynarce amerykańskiej wszedł 1 lipca 1930 roku pod nazwą USS V-6 (SC-2). 19 lutego 1931 roku nazwa okrętu została zmieniona na USS Nautilus (SC-2), zaś ostateczna nazwa jednostki została ustalona 1 lipca 1931 roku, przez zmianę desygnacji na SS-168.
Pierwszy patrol wojenny podczas II wojny światowej odbył na przełomie maja i czerwca 1942 roku, w trakcie którego odegrał jedną z kluczowych ról podczas bitwy pod Midway. W ramach wojny na Pacyfiku okręt przeprowadził 14 patroli